# KDE 소프트웨어 모음 4
KDE 소프트웨어 모음 4(KDE Software Compilation 4)는 이른바 KDE 소프트웨어 모음(KDE SC)의 유일한 시리즈였으며 2008년 1월 첫 출시되어 2014년 11월 4.14.3을 끝으로 마지막으로 출시되었다. K 데스크톱 환경 3의 뒤를 잇는다. KDE SC 4 이후로 이 모음은 기본 프레임워크 라이브러리들, 데스크톱 환경, 애플리케이션으로 분리되어 각각 KDE 프레임워크 5, KDE 플라스마 5, KDE 애플리케이션으로 이름이 붙게 되었다.
주요 릴리스(4.x)는 6개월마다 출시되었고 마이너 버그픽스 릴리스(4.x.y)는 매월 출시되었다.